# Roraima carinata
Roraima carinata là một loài bọ cánh cứng trong họ Elmidae. Loài này được Kodada & Jäch miêu tả khoa học năm 1999.